# Santee (Nebraska)
Santee je selo u američkoj saveznoj državi Nebraska. Prema popisu stanovništva iz 2010. u njemu je živjelo 346 stanovnika.